# Xavier Barachet
Xavier Barachet (Nizza, 19 novembre 1988) è un ex pallamanista francese.

## Palmarès
Olimpiadi
- 1 medaglia:
  - 1 oro (Londra 2012)

Mondiali
- 3 medaglie:
  - 3 ori (Croazia 2009, Svezia 2011, Qatar 2015)

Europei
- 1 medaglia:
  - 1 oro (Austria 2010)